# タミル・ナードゥ州
タミル・ナードゥ州（タミル・ナードゥしゅう、タミル語: தமிழ்நாடு, タミル語発音: [ˈtamiɻ ˈnaːɽɯ] , tamiḻnāṭu）は、インド共和国の東部にある州の一つ。同国の最南部の東側に位置し、主にタミル語が話されている地域を含む州である。ポンディシェリ連邦直轄地域（プドゥッチェーリ連邦直轄地とも）、ケーララ州、アーンドラ・プラデーシュ州、カルナータカ州に隣接し、南東側にはポーク海峡とマンナール湾を挟んでスリランカ民主社会主義共和国がある。面積 13 万km2、人口 6,211 万人（2001年の国勢調査による）。州都はチェンナイ（旧マドラス）。

## 名称
タミル・ナードゥ（தமிழ்நாடு tamiḻnāṭu）とは、「タミル人の地」あるいは「タミル人の国」という意味である。また、「タミル」（தமிழ் tamiḻ）という語がドラヴィダ（திராவிட tirāviṭa；サンスクリット語 द्रविड draviḍa, द्रमिल dramila, द्राविड drāviḍa；Dravida）という語と語源について関係している可能性があることを考えると、「ドラヴィダ人の地」あるいは「ドラヴィダ人の国」の意味を含んでいるとも考えられる。

## 政治
タミル・ナードゥ州は、立法機関である州議会と、行政機関である州政府、また州内の司法機関としてはマドラス高等裁判所が最高の位置にある。州議会は二院制から1986年に一院制に移行し、定数は現在234であり、州内の同数の選挙区から小選挙区制で議員が選出される。インド連邦議会下院の割り当て議席数は39であり、同様に小選挙区制で議員が選出される。政党は、ドラーヴィダ進歩同盟 (DMK)、全インド・アンナー・ドラーヴィダ進歩同盟 (AIADMK) などの地域政党の勢力が強く、また国民会議派、インド人民党 (BJP)、インド共産党 (CPI)、インド共産党マルクス主義派 (CPIM) などのインド全国政党も活動して議席を獲得している。州議会は2001年の選挙でAIADMKが勝利し、現在の州政府内閣は同党党首のJ・ジャヤラリターを首班としてAIADMKを中心に構成されているが、一方2004年のインド連邦議会下院議員選挙ではDMKが圧勝してAIADMKは議席を一つも獲得できず、州政府内閣に対する州内野党側の圧力が強まっている。

## 地理
西部・南部・北西部は丘陵で植生に富む。ケーララ州境の西ガーツ山脈が西からのモンスーンによる雨雲を遮る。東部は肥沃な海岸平野で、北部は丘陵と平野からなる。長い海岸線のため、2004年のインド洋津波で7800人が犠牲となった。西部では時々中程度の地震が発生する。

## 地方行政区分

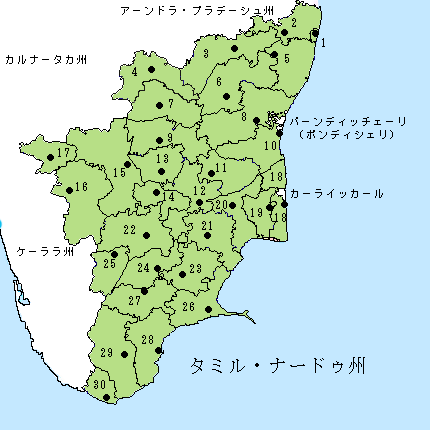
タミル・ナードゥの県

タミル・ナードゥ州は、以下のように、30の県に区分されている。
1. チェンナイ県 (சென்னை)
2. ティルヴァッルール県 (திருவள்ளூர்)
3. ヴェールール県 (வேலூர்)
4. クリシュナギリ県 (கிருஷ்ணகிரி)
5. カーンチプラム県 (காஞ்சிபுரம்)
6. ティルヴァンナーマライ県 (திருவண்ணாமலை)
7. ダルマプリ県 (தர்மபுரி)
8. ヴィリュップラム県 (விழுப்புரம்)
9. セーラム県 (சேலம்)
10. カダルール県 (கடலூர்)
11. ペランバルール県 (பெரம்பலூர்)
12. ティルチラーパッリ県 (திருச்சிராப்பள்ளி)
13. ナーマッカル県 (நாமக்கல்)
14. カルール県 (கரூர்)
15. イーロードゥ県 (ஈரோடு)
16. コーヤンブットゥール県 (கோயம்புத்தூர்)
17. ニーラギリ県 (நீலகிரி)
18. ナーガッパッティナム県 (நாகப்பட்டினம்)
19. ティルヴァールール県 (திருவாரூர்)
20. タンジャーヴール県 (தஞ்சாவூர்)
21. プドゥッコーッタイ県 (புதுக்கோட்டை)
22. ティンドゥッカル県 (திண்டுக்கல்)
23. シヴァガンガイ県 (சிவகங்கை)
24. マドゥライ県 (மதுரை)
25. テーニ県 (தேனி)
26. ラーマナータプラム県 (இராமநாதபுரம்)
27. ヴィルドゥナガル県 (விருதுநகர்)
28. トゥーットゥックディ県 (தூத்துக்குடி)
29. ティルネルヴェーリ県 (திருநெல்வேலி)
30. カンニヤークマリ県 (கன்னியாகுமரி)

なお、タミル・ナードゥ州に囲まれて、もとフランス植民地が返還された「ポンディシェリ連邦直轄地域」がある。

## 経済

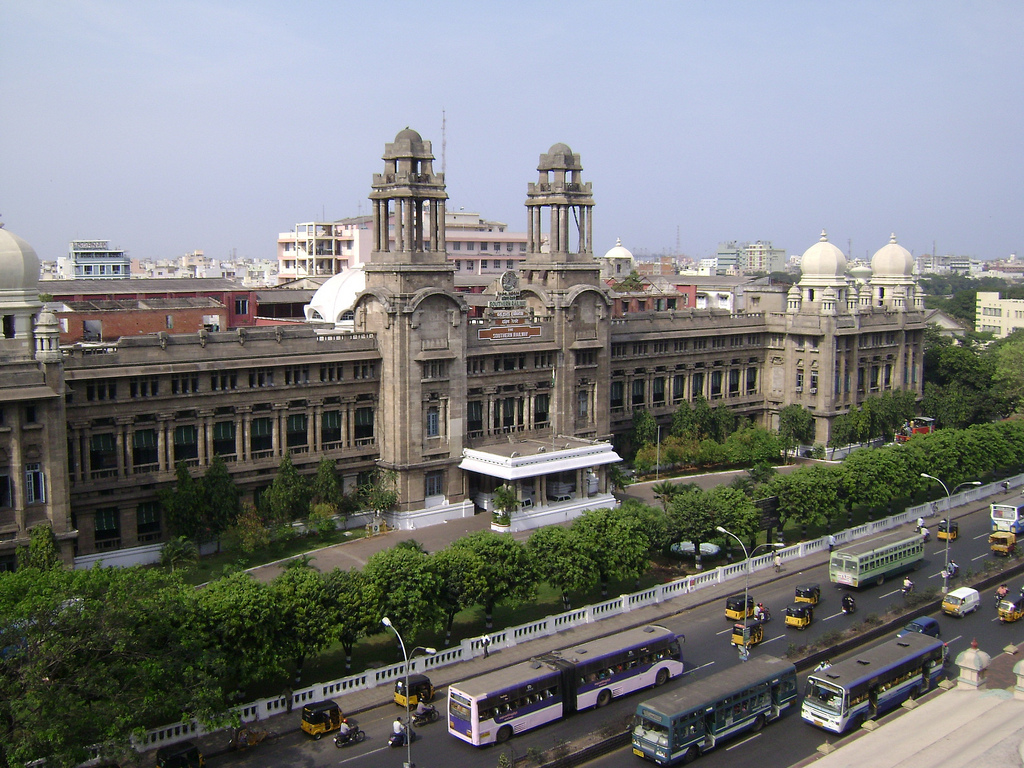
インド南部鉄道本社ビル（チェンナイ）

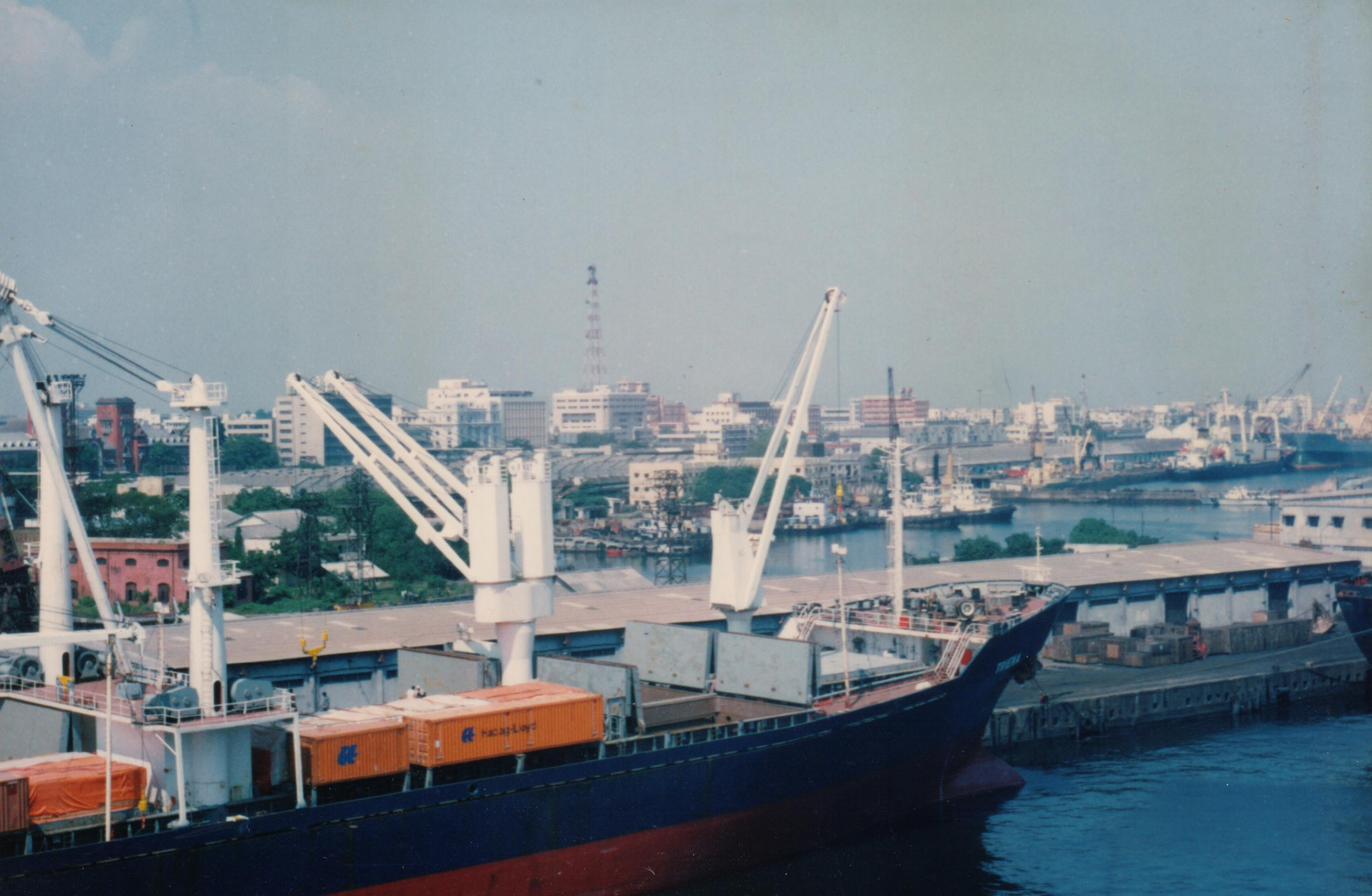
チェンナイ港のコンテナ（1996年）

タミル・ナードゥ州の州内純生産は南インド内で最高、インド内で三位である。インド全土の中でもかなり工業が盛んである。また、外資の直接投資額がインド内で三位であり、対インド総額の9.12%を占める。インドの中で最も都市化が進んだ州（2001年国勢調査では43.86%）でもあり、タミル・ナードゥ州の都市人口は全インドの人口の6%、全インドの都市人口の9.6%を占める。

### 農業
農業では、パピルス、蜀黍、落花生、菜種、砂糖黍が特産品となっている。米の生産はパンジャーブ州に次いでインド内二位である。

### 石油・エネルギー産業
カールパッカム原子力発電所、ネイヴェーリ褐炭公社、ナリマナム天然ガス田が、燃料とエネルギーを供給している。また風力発電による電力生産は全インドの55%を占めている。

### 製造業
タミル・ナードゥ州は、州政府の促進策のもとに多くの産業団地を有する。
生物工学産業の育成も行われており、「バイオバレー Biovalleys」と呼ばれる生物科学産業施設群がある。
重工業もチェンナイ郊外で発展している。
この他、シヴァカーシは、印刷、マッチ、発煙体の生産が盛んである。インドの輸出編み物の56%は、州内のティルップールで生産されている。シヴァカーシとティルップールは、統計上完全雇用を達成している都市となっている。

### IT産業
チェンナイは「南インドの玄関口」と呼ばれる。ソフトウェア産業のインド内第二の拠点であり、大規模な情報関連産業団地を有する。

### 金融業
金融業も盛んで、州都チェンナイはインド第三の金融力を持ち、「インド産業の健康を保つ首都」・「インド銀行業の首都」とも呼ばれる。以前のマドラス銀行（Bank of Madras）は他二行と合併してインド最大のインドステイト銀行となり、国立インド銀行（Indian Bank）とインド海外銀行（Indian Overseas Bank）の本社もある。インド準備銀行の南部地域センター、世界銀行のワシントン以外の恒久的バックオフィス（World Bank office, Chennai）もチェンナイにある。

## 教育
人材が豊かで教育水準も高く、共通テストでは合格率が全国最高である。インド人で初めてノーベル科学賞を受賞したチャンドラセカール・ラマンや数学者シュリニヴァーサ・ラマヌジャン、インド初のチェス王者ヴィスワナータン・アーナンドもタミル出身である。

## 文化

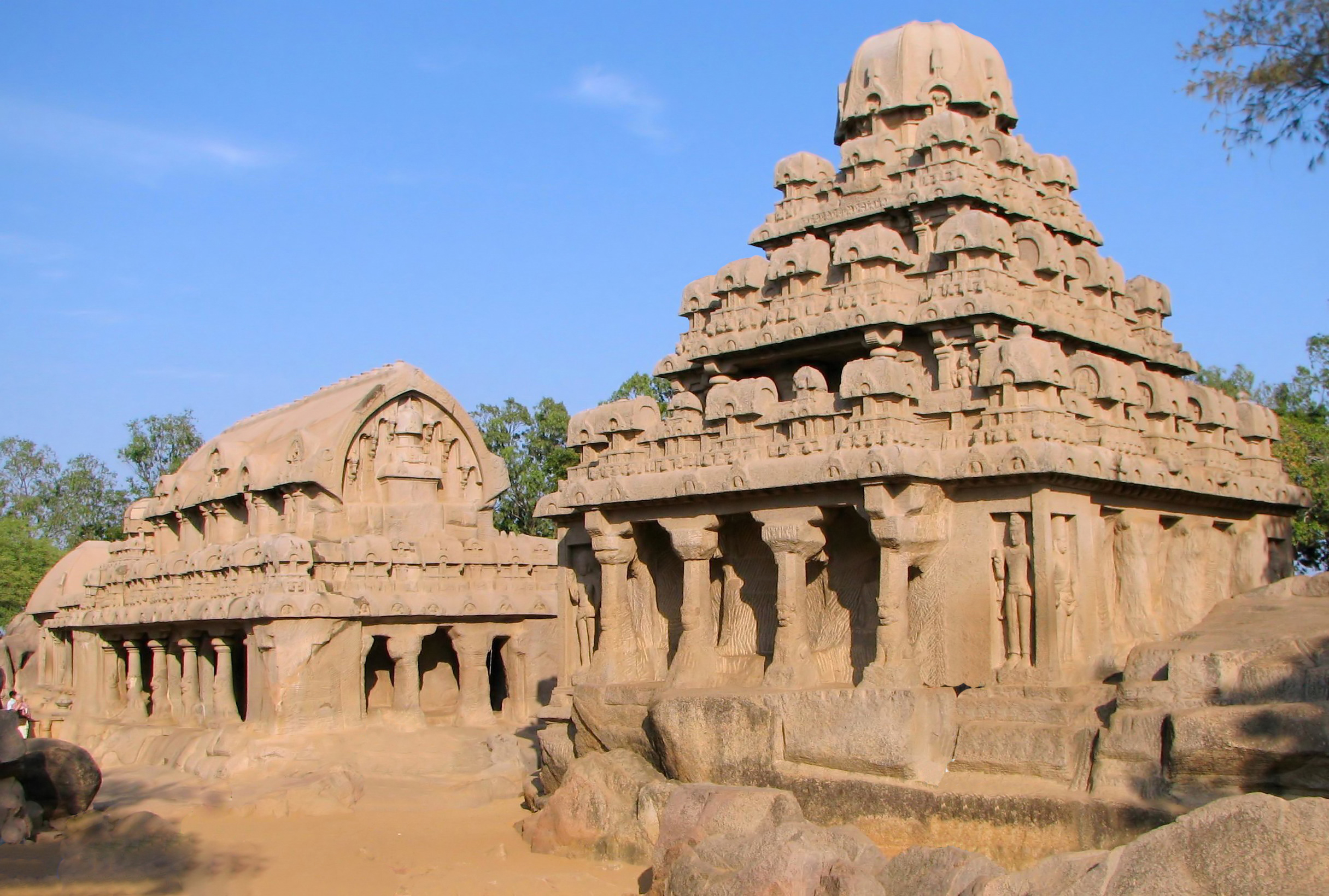
マハーバリプラムの建造物群（ビーマ・ラタとアルジュナ・ラタ）

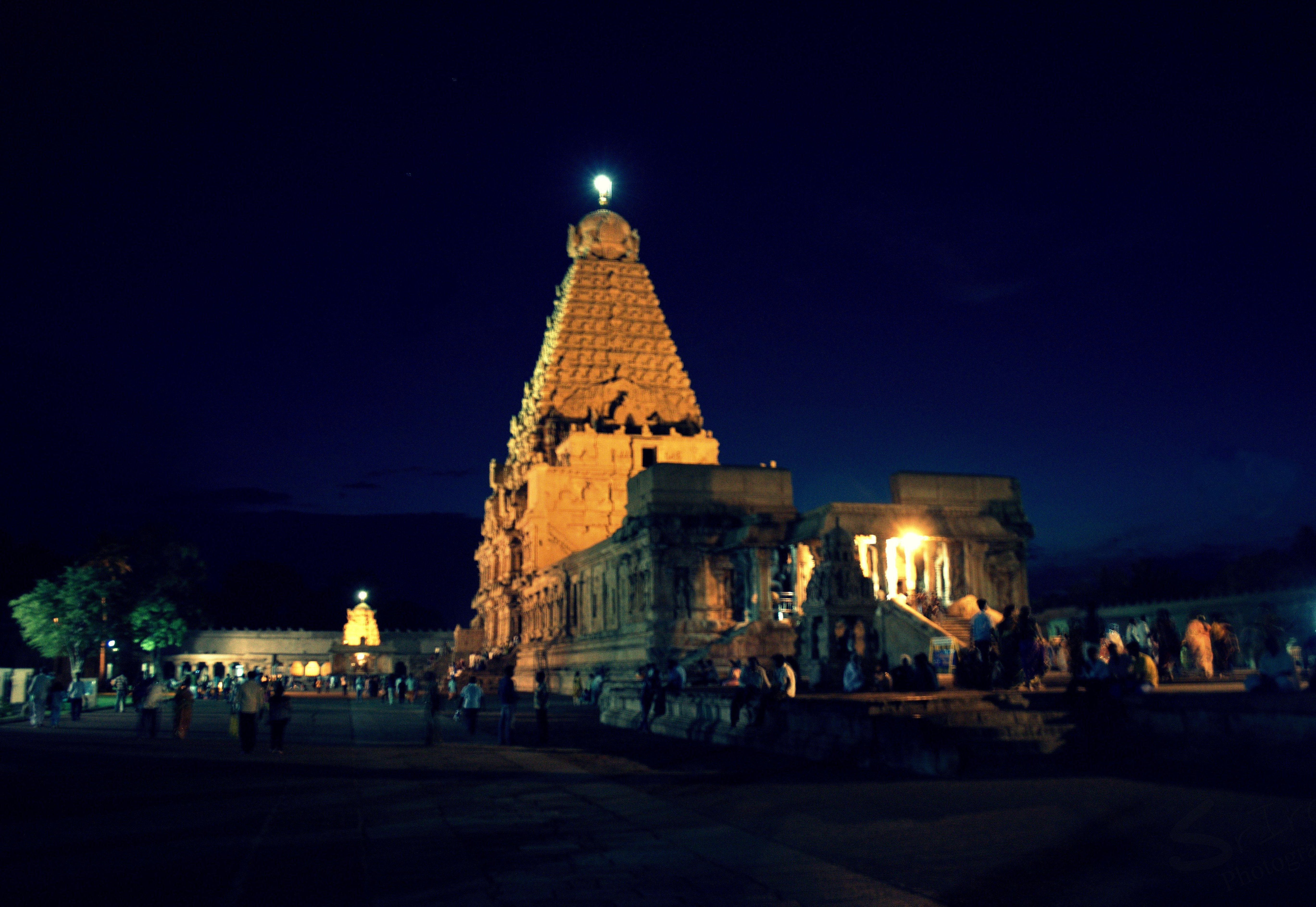
ブリハディーシュヴァラ寺院

### 宗教
2011年の宗教調査で、
- ヒンドゥー教 - 87.6％（全インドでは79.80％）
- キリスト教 - 6.1％（2.30％）
- イスラム教 - 5.9％（14.23％）
- ジャイナ教 - 0.3（0.36％）
- その他シーク教・仏教など - 0.3％（3.32％）

で、全インドと比べてキリスト教徒が多く、イスラム教徒・その他が少ない。

### 言語
住民の使用する第一言語は2001年の調査で、タミル語90％、テルグ語5.65%、カンナダ語1.67%、ウルドゥー語1.51%、マラヤラム語0.89％、マラティー語0.1%、サウラーシュトラ語0.1％の順であった。タミル語はタミル・ナードゥ州の公用語であり、スリランカでも、シンガポールでも、国の公用語の一つになっている。同州に囲まれて、フランスから返還されたポンディシェリ連邦直轄地域ではフランス語も使われている。

### 世界遺産
タミル・ナードゥ州のユネスコ世界遺産は下記の通り。
- マハーバリプラムの建造物群（マーマッラプラム、カーンチプラム県）
- ブリハディーシュヴァラ寺院（タンジャーヴール、タンジャーヴール県）：「大チョーラ朝寺院群」
- インドの山岳鉄道群・ニルギリ山岳鉄道（メットゥパラヤム～ウダカマンダラム、ニーラギリ県）

### 祝祭日
| 日付                  | 日本語表記                                            | 現地語表記        | 備考                                           |
| --------------------- | ----------------------------------------------------- | ----------------- | ---------------------------------------------- |
| 1月14日または 1月15日 | ポンガル                                              | பொங்கல்              | ヒンドゥー教の収穫祭                           |
| 2月11日（2006年）     | タイップージャム                                      | தைப்பூசம்             |                                                |
| 2月26日（2006年）     | シヴァラートリ                                        | சிவராத்திரி            | シヴァ神に関するヒンドゥー教の祭。             |
| 4月14日または 4月15日 | タミル新年                                            | தமிழ்ப்புத்தாண்டு         | タミルの暦による新年。                         |
| 9月7日(2005年）       | ガネーシャ神誕生日                                    | வினாயகர் பிறந்த நாள்     | ガネーシャ神に関するヒンドゥー教の祭。         |
| 10月11日（2005年）    | サラスヴァティー・プージャー （アーユダ・プージャー） | சரசுவதி பூஜை (ஆயுத பூஜை) | サラスヴァティー女神に関するヒンドゥー教の祭。 |
| 11月1日（2005年）     | ディーワーリー                                        | தீபாவளி              | ヒンドゥー教の光の祭り                         |
| 12月25日              | クリスマス                                            | கிறிஸ்துமஸ்            | キリスト教の祭礼。                             |
| ?月?日                | ノーンブ・ペルナール                                  | நோன்புப் பெருநாள்         |                                                |
| ?月?日                |                                                       | பக்ரீத்              | イスラム教の祭礼。                             |
| ?月?日                |                                                       | முகரம்              | イスラム教の祭礼。                             |

### 公式
- タミル・ナードゥ州政府公式サイト （英語）（タミル語）
- タミル・ナードゥ州国勢調査理事会 （英語）
- タミル・ナードゥ州地理情報システム （英語）
- チェンナイ県公式サイト[リンク切れ] （英語）
- チェンナイ市公式サイト[リンク切れ] （英語）

### その他
- タミル・ナードゥ州の大学 （英語）
- 在チェンナイ日本国総領事館 外務省